# Rue Gabriel-Vicaire
La rue Gabriel-Vicaire est une voie du 3e arrondissement de Paris, en France.

## Situation et accès
La rue Gabriel-Vicaire est une voie publique située dans le 3e arrondissement de Paris. Elle débute au 12, rue Perrée et se termine au 11, rue Dupetit-Thouars.

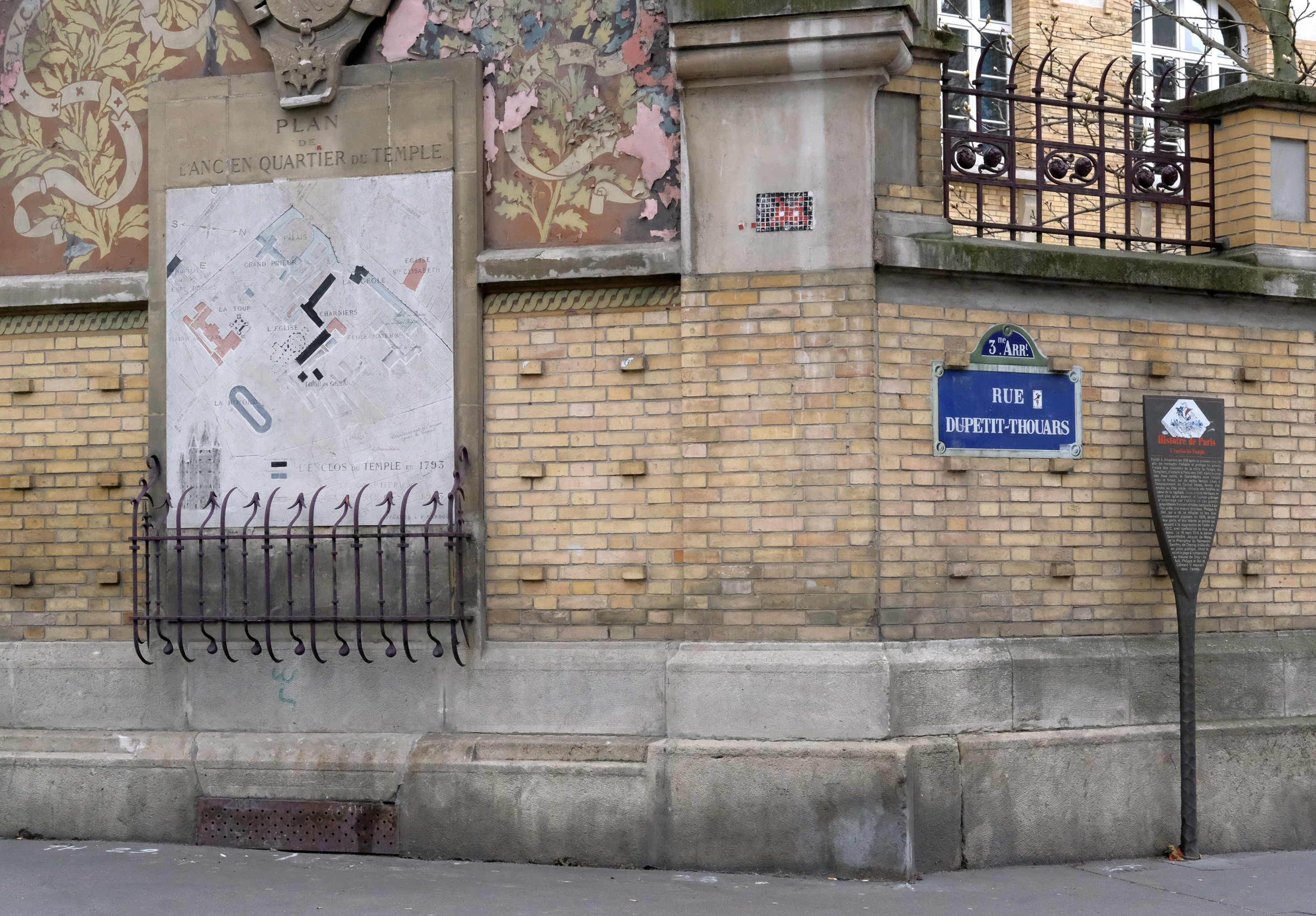
Plan de l'ancien enclos du Temple à l'angle de la rue Gabriel-Vicaire et de la rue Dupetit-Thouars.

## Origine du nom

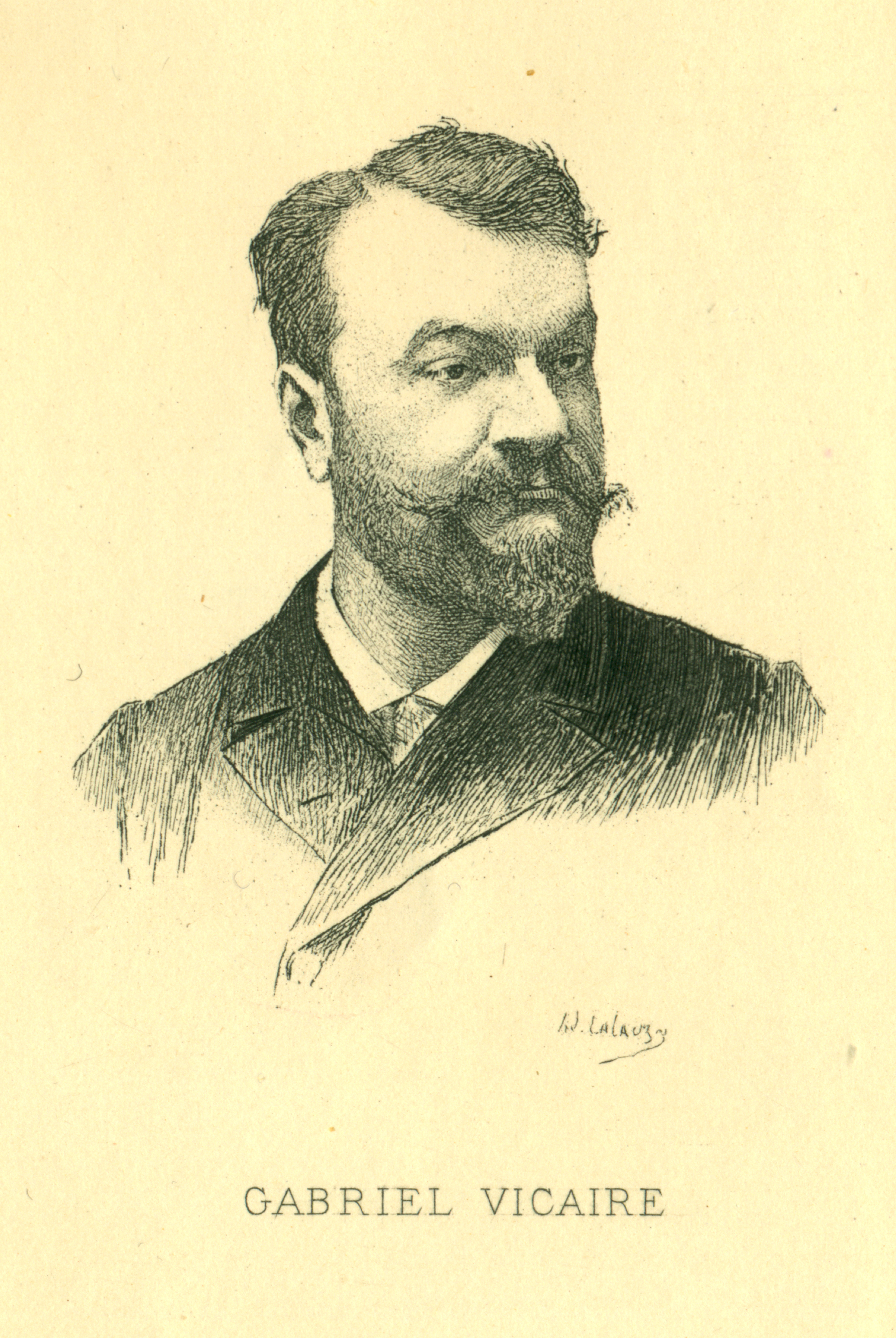
Gabriel Vicaire.

Elle porte le nom du poète Gabriel Vicaire (1848-1900).

## Historique
Cette rue est ouverte en 1906 sur l'emplacement du marché du Temple et prend sa dénomination l'année suivante.

## Pour approfondir